# Endiandra cowleyana
Endiandra cowleyana är en lagerväxtart som beskrevs av Frederick Manson Bailey. Endiandra cowleyana ingår i släktet Endiandra och familjen lagerväxter. Inga underarter finns listade i Catalogue of Life.